# Liste der Monuments historiques in Tincry
Die Liste der Monuments historiques in Tincry führt die Monuments historiques in der französischen Gemeinde Tincry auf.

## Liste der Bauwerke
| Bezeichnung | Beschreibung                                                                    | Standort                                       | Kennzeichnung | Schutzstatus | Datum | Bild |
| ----------- | ------------------------------------------------------------------------------- | ---------------------------------------------- | ------------- | ------------ | ----- | ---- |
| Oppidum     | hallstattzeitlich; im Osten hochmittelalterliche Motte, 11. und 12. Jahrhundert | nördlich des Ortes auf dem Haut-du-Mont (Lage) | PA00107049    | Inscrit      | 1991  |      |

## Liste der Objekte
| Bezeichnung                 | Beschreibung                                                                        | Standort                       | Kennzeichnung | Schutzstatus | Datum | Bild |
| --------------------------- | ----------------------------------------------------------------------------------- | ------------------------------ | ------------- | ------------ | ----- | ---- |
| Gemälde Abendmahl           | Ölfarbe auf Leinwand, 18. Jahrhundert                                               | in der Kirche St-Médard (Lage) | PM57000379    | Classé       | 1982  |      |
| Hauptaltar                  | Altartisch mit Altaraufbau und Tabernakel; Holz, zweite Hälfte des 18. Jahrhunderts | in der Kirche St-Médard (Lage) | PM57001099    | Inscrit      | 2010  |      |
| Gemälde Anbetung der Könige | Ölfarbe auf Leinwand, 18. Jahrhundert                                               | in der Kirche St-Médard (Lage) | PM57000378    | Classé       | 1982  |      |
| Skulptur Madonna mit Kind   | Holz, Ende des 16. Jahrhunderts                                                     | in der Kirche St-Médard (Lage) | PM57001100    | Inscrit      | 2010  |      |
| Gemälde Anbetung der Hirten | Ölfarbe auf Leinwand, 18. Jahrhundert                                               | in der Kirche St-Médard (Lage) | PM57000377    | Classé       | 1982  |      |
| Gemälde Christus am Ölberg  | Ölfarbe auf Leinwand, 18. Jahrhundert                                               | in der Kirche St-Médard (Lage) | PM57000380    | Classé       | 1982  |      |